# Quique Ramos
Enrique Ramos González, plus connu sous le nom de Quique Ramos, né le 7 mars 1956 à Madrid (Espagne), est un footballeur espagnol qui évoluait au poste de milieu de terrain.

## Biographie

### En club
Quique Ramos est recruté par l'Atlético de Madrid en 1977. En 1979, l'entraîneur Luis Aragonés le fait monter en équipe première.
Avec l'Atlético, il remporte une Coupe d'Espagne et une Supercoupe d'Espagne en 1985. Il participe avec cette équipe à la Coupe de l'UEFA et à la Coupe d'Europe des vainqueurs de coupe.
Après neuf saisons, il quitte le club en 1988, et joue une dernière saison avec le Rayo Vallecano avant de mettre un terme à sa carrière. Son bilan en première division espagnole s'élève à 273 matchs joués, pour 20 buts marqués.
Il préside par la suite le CD Toledo.

### Équipe nationale
Quique Ramos participe aux Jeux olympiques d'été de 1980 avec l'Espagne. Lors du tournoi olympique, il joue 3 matchs : contre la RDA, la Syrie et enfin l'Algérie.
Il reçoit 4 sélections en équipe d'Espagne entre 1981 et 1985.
Il débute en équipe d'Espagne le 18 février 1981 à Madrid lors d'un match contre à l'équipe de France. 
Le 12 juin 1985, il dispute un match contre l'Islande comptant pour les éliminatoires du mondial 1986.

## Palmarès
- Vainqueur de la Coupe d'Espagne en 1985 avec l'Atlético Madrid
- Vainqueur de la Supercoupe d'Espagne en 1985 avec l'Atlético Madrid